# جوزيف جي. بالدوين
جوزيف جي. بالدوين (بالإنجليزية: Joseph G. Baldwin) هو كاتب وقاضي وفكاهي ‏ وسياسي أمريكي، ولد في 21 فبراير 1815 في الولايات المتحدة، وتوفي في 30 سبتمبر 1864 في نفس البلد. حزبياً، نشط في الحزب الجمهوري الكاليفورني ‏. وقد انتخب عضو مجلس نواب ألاباما.

## روابط خارجية
- جوزيف جي. بالدوين على موقع إن إن دي بي (الإنجليزية)